# Casus irreducibilis
Na história da matemática, o casus irreducibilis ocorre na solução da equação do terceiro grau com coeficientes reais, quando ela tem três raízes reais distintas, ao se obter o método de solução desenvolvido por Scipione del Ferro, Tartaglia e Cardano.
Estas equações não tem uma solução expressa através de radicais reais, porém existem outras soluções usando trigonometria (desenvolvida por François Viète) ou usando raízes cúbicas de números complexos (desenvolvida por Rafael Bombelli).